# Tribunal Penal Internacional per a l'antiga Iugoslàvia

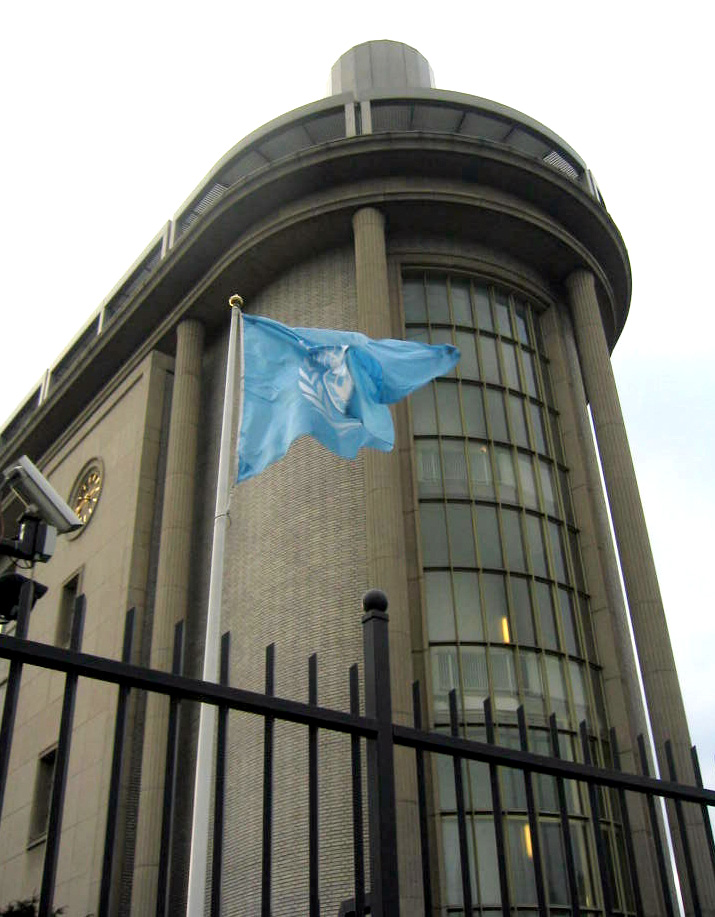
Edifici del Tribunal a La Haia.

El Tribunal Penal Internacional per a l'antiga Iugoslàvia (ICTY), és un cos de les Nacions Unides (ONU) establert per processar crims de guerra a l'ex-Iugoslàvia. El tribunal funciona com a jutjat ad hoc i està situat a la Haia.
Va ser establert per la resolució 827 del Consell de Seguretat de l'ONU del 25 de maig de 1993, i el seu nom oficial és Tribunal Internacional per a l'enjudiciament dels presumptes responsables de les violacions greus del dret humanitari internacional comeses en el territori de l'ex-Iugoslàvia des de 1991. Té jurisdicció sobre certs tipus de crims comesos en el territori de l'antiga Iugoslàvia des de 1991: incompliments greus de les Convencions de Ginebra de 1949, violacions dels drets de guerra, genocidis, i crims contra la humanitat. Pot jutjar només individus, però no organitzacions o governs. La màxima sentència que pot imposar és cadena perpètua. Diversos països han signat acords amb les NU per fer sentències custodiades. L'última acusació s'emetia el 15 de març del 2004. Aspira completar tots els judicis al final del 2008 i totes les apel·lacions pel 2010.

## Organització

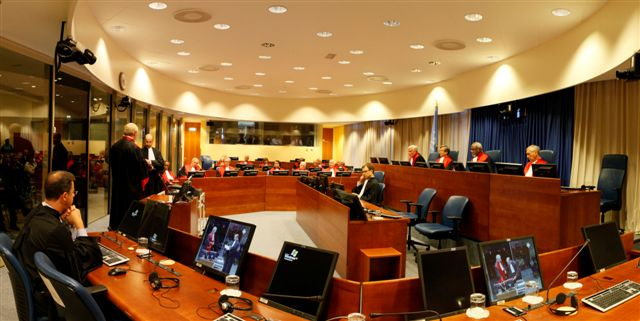
La Sala d'Audiències del Tribunal. (Imatge cortesia de l'ICTY).

El Tribunal compta amb tres Sales de Primera Instància i una Sala d'Apel·lacions. El President del Tribunal és també el President de la Sala d'Apel·lacions, i des del 2008 ocupa el càrrec Patrick Lipton Robinson, de Jamaica. Els seus predecessors van ser Antonio Cassese d'Itàlia (1993-1997), Gabrielle Kirk McDonald, dels Estats Units (1997-1999), Claude Jorda de França (1999-2002), Theodor Meron dels Estats Units (2002-2005) i Fausto Pocar d'Itàlia (2005-2008).

### Secretaria
La Secretaria o Registre és responsable de l'administració del Tribunal, i les seves activitats inclouen el manteniment dels registres de la cort, la traducció de documents, el transport, i acolliment dels declarants, el funcionament de la Secció d'Informació Pública, i les obligacions generals d'administració. També és responsable de la Unitat de Detenció (UNDU) dels acusats durant els judicis, i del programa d'assistència legal per als acusats que no poden pagar la seva pròpia defensa. Està encapçalada pel Secretari, en l'actualitat John Hocking d'Austràlia (des de maig de 2009). Els seus predecessors van ser Hans Holthuis dels Països Baixos (2001-2009), Dorothée de Sampayo Garrido-Nijgh dels Països Baixos (1995-2000), i Theo van Boven, dels Països Baixos (febrer 1994-desembre 1994).

### Fiscalia
L'Oficina del Fiscal (OTP) és responsable d'investigar els delictes, reunir proves i processar els acusats, i actualment està dirigida pel fiscal Serge Brammertz. Els fiscals anteriors han estat Ramón Escovar Salom, de Veneçuela (1993-1994), Richard Goldstone, de Sud-àfrica (1994-1996), Louise Arbour del Canadà (1996-1999), Eric Östberg de Suècia, i Carla Del Ponte, de Suïssa (1999-2007), que fins a l'any 2003 va exercir alhora com a fiscal del Tribunal Penal Internacional per a Ruanda, on va dirigir a la Fiscalia des de 1999.

### Jutges
El tribunal diposa de 16 jutges permanents i 12 jutges ad litem . Són elegits per mandats de quatre anys per l'Assemblea General de les Nacions Unides, i poden ser reelegits. El 17 de novembre del 2008, el jutge Patrick Lipton Robinson (Jamaica) va ser elegit com a nou president, i O-Gon Kwon nou vicepresident, pels magistrats permanents en una sessió plenària extraordinària.
| Nom                           | País          | Càrrec          | Elecció | Final |
| ----------------------------- | ------------- | --------------- | ------- | ----- |
| Fausto Pocar                  | Itàlia        | Jutge           | 2001    | 2009  |
| Kevin Parker                  | Austràlia     | Jutge           | 2003    | 2009  |
| Patrick Lipton Robinson       | Jamaica       | President       | 1998    | 2010  |
| Carmel A. Agius               | Malta         | Jutge President | 2001    | 2007  |
| Alphonsus Martinus Maria Orie | Països Baixos | Jutge President | 2001    | 2007  |
| Mohamed Shahabuddeen          | Guyana        | Jutge           | 1997    | 2009  |
| Mehmet Güney                  | Turquia       | Jutge           | 2001    | 2007  |
| Liu Daqun                     | Xina          | Jutge           | 2000    | 2012  |
| Andresia Vaz                  | Senegal       | Jutge           | 2005    | 2011  |
| Theodor Meron                 | Estats Units  | Jutge           | 2001    | 2007  |
| Wolfgang Schomburg            | Alemanya      | Jutge           | 2001    | 2007  |
| O-Gon Kwon                    | Corea del Sud | Vicepresident   | 2001    | 2007  |
| Jean-Claude Antonetti         | França        | Jutge           | 2003    | 2009  |
| Howard Morrison CBE           | Regne Unit    | Jutge           | 2009    | 2012  |
| Christine Van Den Wyngaert    | Bèlgica       | Jutge           | 2003    | 2009  |
| Bakone Justice Moloto         | Sud-àfrica    | Jutge           | 2005    | 2011  |
| Krister Thelin                | Suècia        | Jutge Ad Litem  | 2003    | 2009  |
| Janet M. Nosworthy            | Jamaica       | Jutge Ad Litem  | 2005    | 2011  |
| Frank Hoepfel                 | Àustria       | Jutge Ad Litem  | 2005    | 2011  |
| Árpád Prandler                | Hongria       | Jutge Ad Litem  | 2006    | 2012  |
| Stefan Trechsel               | Suïssa        | Jutge Ad Litem  | 2006    | 2012  |
| Antoine Kesia-Mbe Mindua      | Congo         | Ad Litem        | 2006    | 2012  |
| Ali Nawaz Chowhan             | Pakistan      | Jutge Ad Litem  | 2006    | 2012  |
| Tsvetana Kamenova             | Bulgària      | Jutge Ad Litem  | 2006    | 2012  |
| Kimberly Prost                | Canadà        | Jutge Ad Litem  | 2006    | 2012  |
| Ole Bjørn Støle               | Noruega       | Jutge Ad Litem  | 2006    | 2012  |
| Frederik Harhoff              | Dinamarca     | Jutge Ad Litem  | 2007    | 2013  |
| Flavia Lattanzi               | Itàlia        | Jutge Ad Litem  | 2007    | 2013  |

## Llista d'imputats del ICTY
- Rahim Ademi
- Mehmed Alagić
- Zlatko Aleksovski
- Stipo Alinović
- Milan Babić
- Mirko Babić
- Haradin Bala
- Idriz Balaj
- Nenad Banović
- Predrag Banović
- Ljubiša Beara
- Beqë Beqai
- Vidoje Blagojević
- Tihomir Blaškić
- Janko Bobetko
- Ljubomir Borovčanin
- Goran Borovnica
- Ljube Boškoski
- Lahi Brahimaj
- Radoslav Brđanin
- Miroslav Bralo
- Mario Čerkez
- Ivan Čermak
- Ranko Ćesić
- Valentin Ćorić
- Zejnil Delanić
- Hazim Delić
- Rasim Delić
- Miroslav Deronjić
- Slavko Dokmanović
- Damir Došen
- Simo Drljača
- Vlastimir Dordević
- Dorde Dukić
- Dražen Erdemović
- Anto Furudžija
- Dušan Fuštar
- Dragan Dagović
- Stanislav Galić
- Ante Gotovina
- Zdravko Govedarica
- Momčilo Gruban
- Milan Gvero
- Goran Hadžić
- Enver Hadžihasanović
- Sefer Halilović
- Ramush Haradinaj
- Janko Janjić
- Nikica Janjić
- Gojko Janković
- Goran Jelisić
- Dragan Jokić
- Miodrag Jokić
- Drago Josipović
- Radovan Karadzic
- Marinko Katava
- Duško Knežević
- Radomir Kovać
- Milan Kovacević
- Vladimir Kovacević
- Radislav Krstić
- Milan Lukić
- Milan Martić
- Gruban Malić
- Dragomir Milošević
- Slobodan Milošević
- Ratko Mladić
- Mile Mrkšić
- Dragan Obrenović
- Biljana Plavšić
- Ivica Rajić
- Željko Ražnatović
- Vojislav Šešelj
- Duško Sikirica
- Milomir Stakić
- Pavle Strugar
- Dasko Tadić
- Miroslav Tadić
- Momir Talić
- Johan Tarčulovski
- Nedjeljko Timarac
- Stevan Todorović
- Savo Todović
- Zdravko Tolimir
- Milorad Trbić
- Mitar Vasiljević
- Zoran Vuković
- Simo Zarić
- Milan Zec
- Dragan Zelenović
- Zoran Žigić
- Stojan Župljanin